# Pièce de 50 francs Hercule
Pour les articles homonymes, voir 50 francs.
La pièce de 50 francs Hercule est une pièce de monnaie du type Hercule créée par Augustin Dupré pour les premiers francs de la République. Ce motif a été réutilisé et adapté de nombreuses fois par la suite.
La dernière fois étant en 1996 pour une pièce de cinq francs commémorative.
Cette pièce de 50 francs n'a jamais vraiment circulé du fait de son poids et sa taille trop grands, cependant elle avait cours légal et pouvait servir aux achats courants. Elle a été retirée de la circulation en 1980, du fait de l'explosion du cours de l'argent. En janvier 1980, l'once d'argent atteignait un pic de 48,75 dollars – soit près de 200 francs de l'époque, quatre fois la valeur indiquée sur cette pièce.
C'est la plus grosse pièce en argent émise en France avant le passage en euros. Son poids approchait de celui de l'once troy, soit 31,1035 g, système de mesure international des métaux précieux.

## Frappes courantes
| millésime | tirage     | remarques                                                                   |
| --------- | ---------- | --------------------------------------------------------------------------- |
| 1974      | 13 800     | essai                                                                       |
| 1974      | 4 200 000  | existe avec l'avers de la pièce de 20 francs type Dupré de 1973 non adoptée |
| 1975      | 7 550 000  |                                                                             |
| 1976      | 7 707 000  |                                                                             |
| 1977      | 7 859 000  |                                                                             |
| 1978      | 12 006 200 |                                                                             |
| 1979      | 12 000 000 |                                                                             |
| 1980      | 60 000     | uniquement FdC                                                              |

## Frappes commémoratives
Pas de frappe commémorative pour cette pièce.

## Remarques
Le cours de l'argent étant en forte augmentation à cette époque, une version 20 francs de cette pièce a été essayée en 1973, mais c'est le montant de 50 francs qui a été finalement adopté. Il s'agit d'une pièce à la fois de prestige (tendant à vouloir prouver que le franc conserve sa « grandeur ») et d’étrennes : de fait, elle circula, offerte à la fois aux retraités dans les bureaux de Poste et aux petits-enfants par ces derniers. Elle fut cependant globalement thésaurisée et revendue en masse dès 1980 au moment de la flambée des cours du métal.
Par exemple, au 8 août 2015, elle cotait un peu moins de 12 euros sur le marché.
Elle est, depuis sa démonétisation, utilisée par les épargnants comme valeur refuge face aux risques financiers, de par sa haute teneur en argent, 900 ‰, soit 27 g d'argent pur par pièce. Cette sécurité engendre en outre une appétence, relancée par les crises financières, qui lui procure une relative liquidité en France, car il est assez facile de la vendre dans les bureaux de change, les numismates, les bijouteries ou sur les sites d'annonces entre particuliers. Circuleraient de fausses pièces en métaux vulgaires, ces faux se multiplient lors des ventes entre particulier. Le prix à la revente dépend du fixing relatif au prix du kilo de l'argent métal.

## Sources
- Victor Gadoury, Monnaies françaises , catalogue de cotation, éditions V. Gadoury [actualisée chaque année].
- René Houyez, Valeur des Monnaies de France et pays francophones. De 1795 à nos jours, éditions Garcen, 1998.